# Schönenberg (Svizzera)
Schönenberg (toponimo tedesco) è una frazione del comune svizzero di Wädenswil del Canton Zurigo, nel distretto di Horgen. Dal 2019 con Hütten fa parte del comune di Wädenswil.

## Storia
Il 21 maggio 2017, come a Hütten, si è tenuto un referendum per la fusione dei comuni con la città di Wädenswil, con decorrenza dal 1° gennaio 2018.  A causa delle continue obiezioni alla fusione, la fusione è entrata in vigore un anno dopo.

## Monumenti e luoghi d'interesse

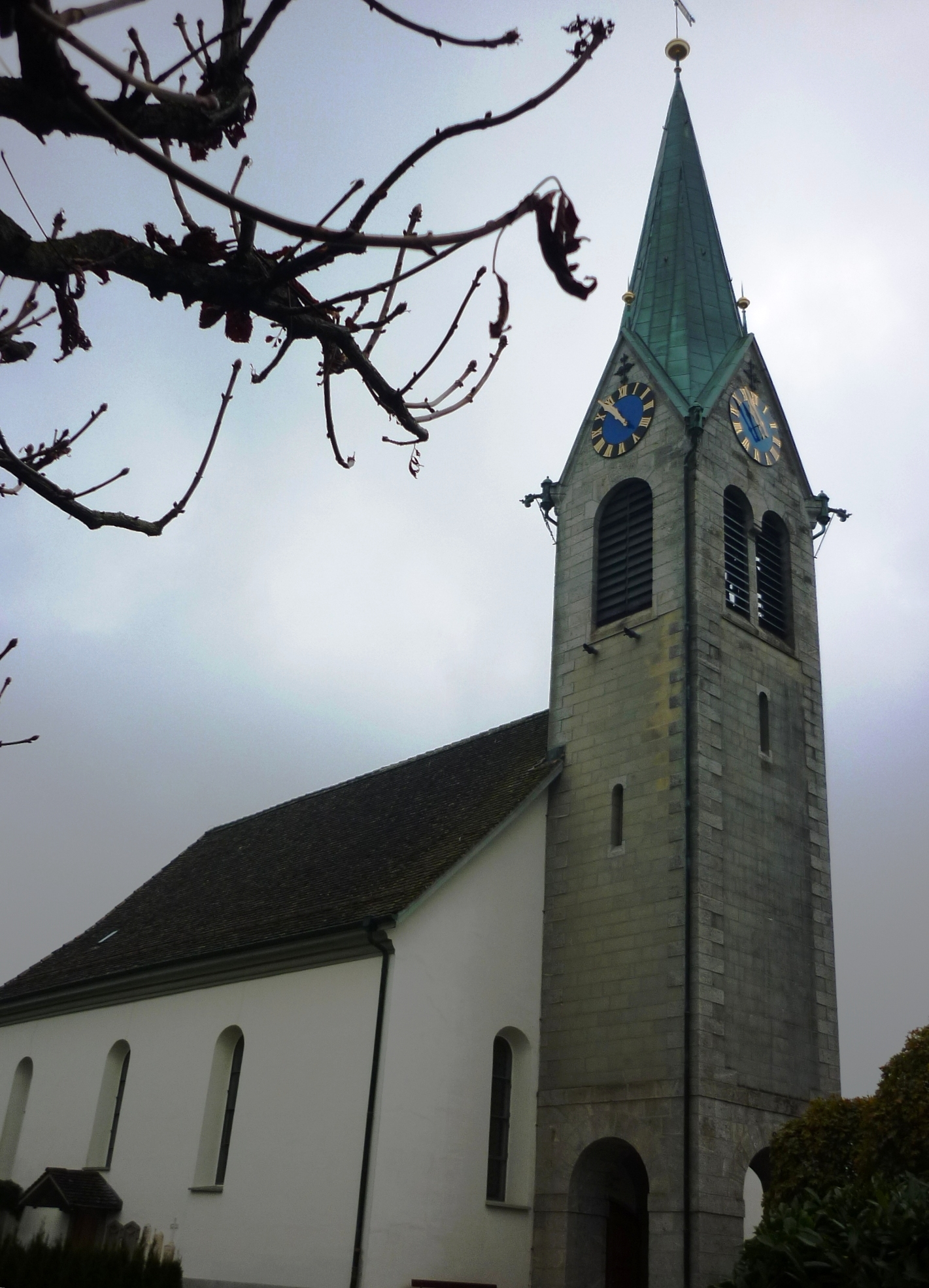
La chiesa riformata

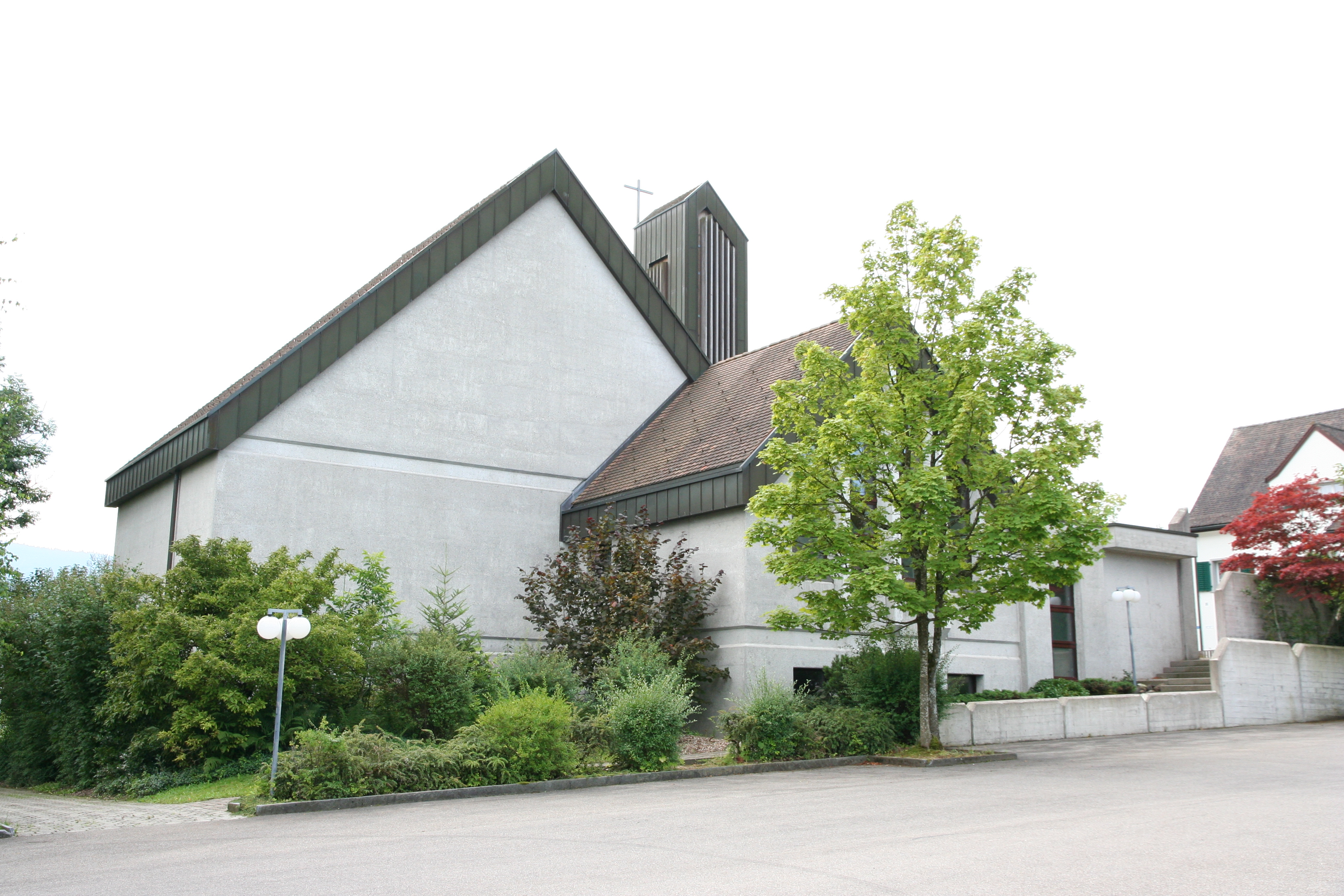
La chiesa della Sacra Famiglia

- Chiesa riformata, eretta nel 1703[5];
- Chiesa cattolica della Sacra Famiglia, eretta nel 1922 e ricostruita nel 1984-1985[5].

## Società

### Evoluzione demografica
L'evoluzione demografica è riportata nella seguente tabella:

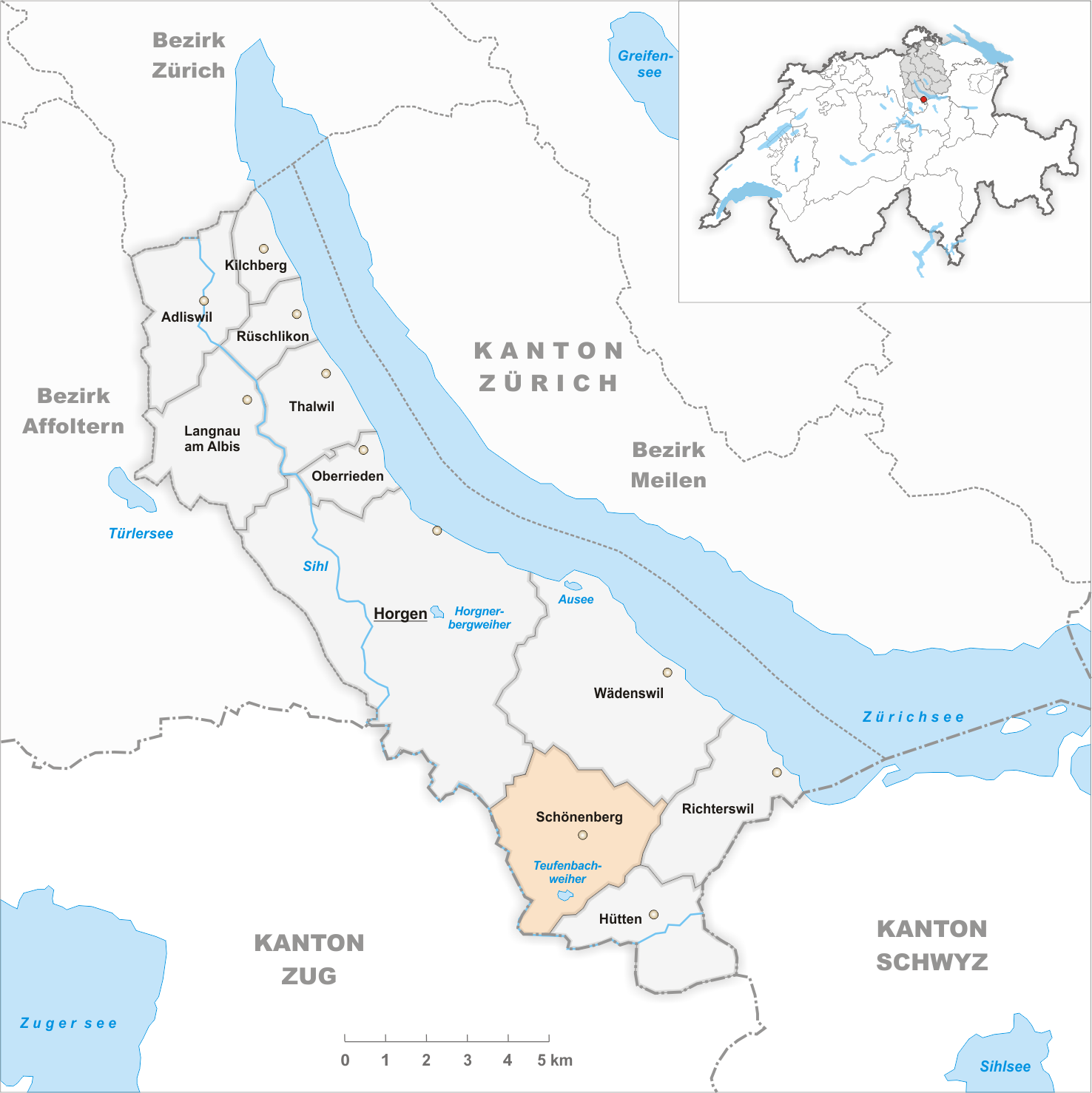
Il comune di Schönenberg prima della fusione del 1° gennaio 2019

Abitanti censiti

## Amministrazione
Ogni famiglia originaria del luogo fa parte del cosiddetto comune patriziale e ha la responsabilità della manutenzione di ogni bene ricadente all'interno dei confini del comune.